# Manor MNR1
Manor MNR1 – samochód Formuły 1, zaprojektowany na sezon 2015 przez Lukę Furbatto dla Manor F1.

## Historia
W trakcie sezonu 2014 upadł zespół Marussia. Mimo tego faktu wywodzący się z Marussi Manor pojawił się na liście startowej sezonu 2015.
W listopadzie 2014 roku został ujawniony projekt samochodu Manora na 2015 rok, zaprojektowany przez dawnego pracownika Toro Rosso, Lukę Furbatto. Model ten był oparty na poprzedniku, Marussi MR03 i był jedynie dostosowany do przepisów na sezon 2015. Miało to na celu redukcję kosztów.
W zgodzie z przepisami Manor zmienił kształt przedniego nosa samochodu. Obniżono również przednią część nadwozia. Poprawiony został przedni i tylny spojler. Samochód miał być napędzany silnikami Ferrari.
Pod koniec 2014 roku projekt modelu zakupił Gene Haas, planujący wprowadzić w 2016 roku do Formuły 1 swój własny zespół.
Ostatecznie Manor wystartował w sezonie 2015 pod nazwą Marussia, wystawiając model MR03B.